# Савельєва Олександра Володимирівна
Олександра Володимирівна Савельєва (нар. 25 грудня 1983, Москва, СРСР) — російська співачка, колишня солістка поп-групи «Фабрика»(2002—2019), утвореної в 2002 році на проекті «Фабрика зірок-1».
Внесена до «чистилища» бази «Миротворець».

## Біографія
Народилася 25 грудня 1983 в Москві в сім'ї кандидата фізико-технічних наук Володимира Савельєва і економіста широкого профілю Надії Савельєвої.
З дитинства виявляла любов до музики і спорту. З 5 років навчалася у школі фігурного катання, у Ірини Мойсеєвої. Дівчинці пророкували гарне майбутнє в спорті, і взяли в групу олімпійського резерву, але через 2 роки занять покинула спортивну царину.
Поступила в школу з естетичним ухилом № 1089 (нині коледж «Колаж»), навчалася у фольклорному класі і виступала в фольклорному ансамблі «Кувички». Ансамбль давав концерти і брав участь в різних конкурсах на найпрестижніших майданчиках Росії.
Паралельно з навчанням у школі поступила в музичну школу ім. Дунаєвського на відділення фортепіано і духове відділення (клас флейти). Обидва відділення Саша закінчила з відзнакою.
У 1999 році вступає в ДМУ ім. Гнесіних (відділення з підготовки керівників народних хорів і фольклорних ансамблів).
У 2011 закінчила Російську Академію музики ім. Гнесіних за спеціальністю продюсер.

## Творчість
Виступала в складі групи «Босоніж», разом з однокурсницями з училища. У 2001—2002 р.р. Саша виступала в складі групи «Вони», і разом з іншою солісткою групи, Іриною Іскрою, давала концерти разом з легендарною групою «Аракс».
У 2002 році на Першому каналі стартувало музичне реаліті-шоу «Фабрика зірок».
Саша брала участь у кастингу, і з успіхом пройшла основні відбіркові тури. Продюсером проекту став Ігор Матвієнко. Разом з 15 учасниками заселилася в «зірковий будинок» і дійшла до фіналу. 26 грудня 2002 року в с/к «Олімпійський» пройшов фінальний концерт проекту «Фабрика зірок». Група «Фабрика» до складу якої увійшла Саша, зайняли 2 місце. Так само в групі були Ірина Тонева, Саті Казанова і Марія Алалыкина, яка через 6 місяців покинула колектив.

### Сольна кар'єра
У 2015 році Саша випустила відео на пісню «Воскреси мене», яка приурочила до п'ятої річниці весілля з Кирилом Сафоновим.
Зараз у роботі перший сольний альбом.
Саша виступає з концертною програмою «Саша Савельєва live».

### Композитор
Написала альтернативний варіант саундтреку до фільму «Веселуни» і музику до пісень «Ой мама, я закохалася» і «Захворіла тобою», які увійшли в альбом групи «Фабрика» «Дівчата фабричні».

### Ведуча на ТБ
У жовтні 2014 року стало відомо, що співачка Олександра Савельєва і актор Костянтин Крюков стали ведучими нового шоу про фехтування «Дуель» на каналі «Росія 2».

## Особисте життя
17 квітня 2010 року вийшла заміж за актора Кирила Сафонова.
27 березня 2019 року, співачка народила сина.

## Громадська позиція
Свідомо порушила державний кордон України з метою проникнення на окуповану російсько-терористичними бандформуваннями територію України на Донбасі. Вона співпрацює з проросійськими терористичними організаціями, беручи участь в пропагандистських заходах Росії, зокрема, так званому «Дні ДНР» на території окупованого міста Донецька, 11 травня 2018 року у складі музичного гурту «Фабрика».

## Відеографія
| Рік                    | Кліп                   | Режисер                | Альбом                 |
| У складі групи Фабрика | У складі групи Фабрика | У складі групи Фабрика | У складі групи Фабрика |
| ---------------------- | ---------------------- | ---------------------- | ---------------------- |
| 2003                   | «Про любов»            | Федір Бондарчук        | «Дівчата фабричні»     |
| 2003                   | «Море кличе»           | Федір Бондарчук        | «Дівчата фабричні»     |
| 2003                   | «Дівчата фабричні»     | Федір Бондарчук        | «Дівчата фабричні»     |
| 2004                   | «Рибка»                | Гліб Орлов             | «Дівчата фабричні»     |
| 2005                   | «Не винувата я»        | Федір Бондарчук        | «Ми такі різні»        |
| 2006                   | «Романтика»            | Віктор Придувалов      | «Ми такі різні»        |
| 2007                   | «Запалюють вогники»    | Володимир Якименко     | «Ми такі різні»        |
| 2008                   | «Ми такі різні»        | Федір Бондарчук        | «Ми такі різні»        |
| 2010                   | «Алі-Баба»             | Євген Куріцин          | майбутній альбом       |
| 2010                   | «Я тебе зацелую»       | Марат Адельшин         | майбутній альбом       |
| 2011                   | «Зупинки»              | Євген Куріцин          | майбутній альбом       |
| 2012                   | «Вона — це я»          | Олександр Селіверстов  | майбутній альбом       |
| 2012                   | «Фільми про кохання»   | Алан Бадоєв            | майбутній альбом       |
| 2013                   | «Не родись красивою»   | Марат Адельшин         | майбутній альбом       |
| 2015                   | «Секрет»               | Марат Адельшин         | майбутній альбом       |
| Сольна кар'єра         |                        |                        |                        |
| 2016                   | «Полюбила»             | Кирило Сафонов         | майбутній альбом       |

## Премії
- 2004 — «Стопудовий хіт» (у складі «Фабрики»).
- 2004 — «Золотий грамофон» (у складі «Фабрики»).
- 2005 — «Золотий грамофон» (у складі «Фабрики»).
- 2005 — «Glamour» (поп-група року, в складі «Фабрики»).

## Реклама
У 2012 році стала обличчям колекції фарби для волосся Palette ICC Сліпучі Блонди.
З 2017 року — амбасадор бренду Mary Kay.